# Kabupaten Ogan Komering Ulu Timur
Kabupaten Ogan Komering Ulu Timur (Östra Ogan Komering Ulu) är ett regentskap (kabupaten) i Indonesien.   Det ligger i provinsen Sumatera Selatan, i den västra delen av landet, 300 km nordväst om huvudstaden Jakarta. Antalet invånare är 628 205.